# Güçlükonak
Güçlükonak est une ville et un district de la province de Şırnak dans la région de l'Anatolie du sud-est en Turquie.